# دالتون سميث
دالتون سميث هو لاعب هوكي الجليد كندي، ولد في 30 يونيو 1992 في أوشاوا في كندا.

## وصلات خارجية
- دالتون سميث على موقع دوري الهوكي الوطني (الإنجليزية)
- دالتون سميث على موقع الدوري الأمريكي لهوكي الجليد (الإنجليزية)
- دالتون سميث على موقع EliteProspects.com (الإنجليزية)
- دالتون سميث على موقع HockeyDB.com (الإنجليزية)
- دالتون سميث على موقع Hockey-Reference.com (الإنجليزية)